# カナディアン・チャンピオンシップ
カナディアン・チャンピオンシップ（英: Canadian Championship, 仏: Championnat canadien）は、カナダサッカー協会が主催する、カナダにおけるプロサッカーの選手権大会である。カナダサッカー選手権大会とも呼称される。
優勝チームにはボイジャーズ・カップが贈られ、カナダを代表してCONCACAFチャンピオンズカップへの出場権が与えられる。
2019年大会には、メジャーリーグサッカーのトロントFC、バンクーバー・ホワイトキャップス、モントリオール・インパクト、USLチャンピオンシップのオタワ・フューリーFC、カナダ・プレミアリーグの全クラブ、リーグ1オンタリオとリーグ1ケベックの優勝クラブが出場した。

## 大会形式
2010年以前は、カナダのプロクラブ上位3クラブがホーム・アンド・アウェー方式で競い、優勝クラブへCONCACAFチャンピオンズカップへの出場権が与えられた。2010年時点では、これらのクラブは北米のメジャーリーグサッカー、およびUSSF2部プロリーグに属していた。
2011年にはUSSF2部が整理されNASLが開始され、このリーグのクラブにも参加資格が与えられるようになった。つまりNASLのFCエドモントンが参加。2014年からNASLのオタワ・フューリーFCも参加し、合計5クラブでの大会となった。なお、「カナダサッカーリーグ」加盟クラブは現在出場していない。
2014年から2017年は5クラブ参加のため、まずNASLのエドモントンとオタワが準々決勝を戦い、勝ったクラブが他3クラブと準決勝を戦う。2018年から、リーグ1オンタリオとリーグ1ケベックの優勝クラブも出場する。2019年からは、この年に最初のリーグ戦を実施したカナダ・プレミアリーグの参加クラブも出場する。

## 出場クラブ
2023年大会
| クラブ名                           | 所属リーグ             |
| ---------------------------------- | ---------------------- |
| アトレティコ・オタワ               | カナダ・プレミアリーグ |
| キャバルリーFC                     | カナダ・プレミアリーグ |
| FCエドモントン                     | カナダ・プレミアリーグ |
| フォージFC                         | カナダ・プレミアリーグ |
| HFXワンダラーズFC                  | カナダ・プレミアリーグ |
| CFモントリオール                   | メジャーリーグサッカー |
| パシフィックFC                     | カナダ・プレミアリーグ |
| トロントFC                         | メジャーリーグサッカー |
| ヴェイラーFC                       | カナダ・プレミアリーグ |
| バンクーバー・ホワイトキャップスFC | メジャーリーグサッカー |
| バンクーバーFC                     | カナダ・プレミアリーグ |
| ヨーク9 FC                         | カナダ・プレミアリーグ |

### 過去の出場クラブ
| クラブ名                         | 所属リーグ                     | 出場年    | 備考               |
| -------------------------------- | ------------------------------ | --------- | ------------------ |
| モントリオール・インパクト       | 北米サッカーリーグ             | 2008-2011 |                    |
| オークビル・ブルーデビルズ       | リーグ1オンタリオ              | 2018      |                    |
| オタワ・フューリーFC             | USLチャンピオンシップ          | 2014-2019 | 2019年にクラブ解散 |
| バンクーバー・ホワイトキャップス | USSF プロフェッショナルリーグ2 | 2008-2010 |                    |
| ヴォーン・アズーリ               | リーグ1オンタリオ              | 2019      |                    |

## 結果

### 歴代優勝クラブ
| シーズン | 優勝                               | 準優勝                             | クラブ数 |
| -------- | ---------------------------------- | ---------------------------------- | -------- |
| 2008     | モントリオール・インパクト         | トロントFC                         | 3        |
| 2009     | トロントFC                         | バンクーバー・ホワイトキャップス   | 3        |
| 2010     | トロントFC                         | バンクーバー・ホワイトキャップス   | 3        |
| 2011     | トロントFC                         | バンクーバー・ホワイトキャップス   | 4        |
| 2012     | トロントFC                         | バンクーバー・ホワイトキャップス   | 4        |
| 2013     | モントリオール・インパクト         | バンクーバー・ホワイトキャップス   | 4        |
| 2014     | モントリオール・インパクト         | トロントFC                         | 5        |
| 2015     | バンクーバー・ホワイトキャップスFC | モントリオール・インパクト         | 5        |
| 2016     | トロントFC                         | バンクーバー・ホワイトキャップスFC | 5        |
| 2017     | トロントFC                         | モントリオール・インパクト         | 5        |
| 2018     | トロントFC                         | バンクーバー・ホワイトキャップスFC | 6        |
| 2019     | モントリオール・インパクト         | トロントFC                         | 13       |
| 2020     | トロントFC                         | フォージFC                         | 2        |
| 2021     | CFモントリオール                   | トロントFC                         | 13       |
| 2022     | バンクーバー・ホワイトキャップスFC | トロントFC                         | 13       |
| 2023     | バンクーバー・ホワイトキャップスFC | CFモントリオール                   | 14       |

### クラブ別優勝回数
| クラブ                                      | 優勝 | 準優勝 | 優勝年                                         |
| ------------------------------------------- | ---- | ------ | ---------------------------------------------- |
| トロントFC                                  | 8    | 5      | 2009, 2010, 2011, 2012, 2016, 2017, 2018, 2020 |
| モントリオール・インパクト/CFモントリオール | 5    | 3      | 2008, 2013, 2014, 2019, 2021, 2023             |
| バンクーバー・ホワイトキャップスFC          | 3    | 7      | 2015, 2022, 2023                               |
| フォージFC                                  | 0    | 1      |                                                |